# Lovund
Lovund är en tätort i Lurøy kommun i Nordland fylke i norra Norge. Orten ligger vid fylkesväg 7396, på den nordöstra delen av ön med samma namn.